# Европейска музикална телевизия
Европейска музикална телевизия (съкратено EMTV) е бивш български музикален телевизионен канал.

## История
Стартира през 2008 г. на мястото на Здраве ТВ под мотото „Искам още хубава музика!“. EMTV е онлайн музикален канал, целящ да популяризира най-доброто от европейската музикална сцена. В програмата на телевизията звучат песни на български, английски, руски, украински, румънски, турски, френски, немски, естонски и други езици. Българската музика представлява близо 30% от програмата на канала. ЕМТВ разполага с телевизионна и броудкаст техника от последно поколение, с огромни интерактивни възможности, осъществими в реално време. Медията притежава и виртуално снимачно студио от най-нов клас. Каналът е закрит през 2009 година.